# Сабрина младата вещица
„Сабрина младата вещица“ (на английски: Sabrina, the Teenage Witch) е американска ситуационна комедия, създадена по детски комикс от серията „Арчи“, носещ същото име. Първите четири сезона на сериала се излъчват по телевизията ABC, а следващите три – по The WB.

## Сюжет
Внимание:  Текстът по-долу разкрива сюжета на произведението (или части от него)!
„Сабрина младата вещица“ е сериал за израстването на една обикновена тийнейджърка, която изведнъж научава, че владее изкуството да прави магии. Премествайки се при лелите си, Сабрина получава като подарък опушено гърне... Не след дълго открива, че и тя е вещица като лелите си. Действието се развива в къщата, обитавана от трите жени и един черен котарак, който, естествено, говори с човешки глас. И ръси свежи лафове на килограм („Изрусях! Коефициентът ми на интелигентност току-що спадна с 20 точки.“ „Какви цветя да ти взема?“ – „Изненадай ме“ – „Значи рози...“). Освен да бърка заклинанията, с които неочаквано променя окраската на котарака, Сабрина трябва да пази магическия си талант в тайна от гаджето си Харви, от приятелите си Джени и Валери, да се бори с досадната Либи и вечно подозрителния заместник-директор на гимназията, господин Крафт. Сериалът гъмжи от неочаквани конфузии, гарантиращи щедри порции смях. Докато припечелва като детегледачка, Сабрина превръща бебето, за което се грижи, във възрастен човек. Усъвършенствайки се в превръщенията, Сабрина преобразява от яд напастта Либи в коза, а себе си в котка, когато трябва да извърши разследване на тъмните дела зад една изложба за домашни любимци. Поставена натясно, младата вещица не се замисля и раздава страховито магическо правосъдие. Неприятностите, които връхлитат учителя-гадняр по математика са ... просто свръхестествени. Мелиса Джоун Харт, която се превъплъщава в Сабрина, а Керълайн Рей и Бет Бродерик играят лелите с магически познания, Нейт Ричърт обира лаврите на дамската публика като завидно готиния приятел на младата вещица.

## В България
В България първоначално сериалът е излъчван по Канал 1.
През 2005 г. повторенията на първите епизоди и премиерите на всички останали започват излъчване по GTV. Дублажът е на студио 100. Ролите се озвучават от Нина Гавазова, Таня Михайлова, Поликсена Костова и Радослав Рачев.